# Gerben Wynia
Gerben Herman Wynia (1958) is een Neerlandicus en beheerder van de nalatenschap van C.O. Jellema.

## Biografie
Wynia studeerde Nederlands te Groningen en schreef zijn scriptie over Simon Vestdijk (1898-1971). Ook daarna bleef hij over Vestdijk publiceren, naast over Willem Brakman (1922-2008).  Maar hij werd ook bekend als bezorger van het verzameld werk van Jac. van Hattum (1900-1981). Sinds het overlijden van C.O. Jellema (1936-2003) beheert hij diens nalatenschap. Hij heeft diens verzameld werk bezorgd en geeft sindsdien nog ongepubliceerde teksten van hem uit, alsook briefwisselingen van Jellema met onder anderen Jan Siebelink (1938). Op 10 maart 2023 promoveerde Wynia op de biografie over C.O. Jellema, getiteld  'Aan rozen denk ik in de winter'. Hij was docent Nederlands aan het Bataafs Lyceum te Hengelo.

### Eigen werk
- De suggestie van een blanke, strakke huid. Groningen, 1982.
- Vrouw in de branding. Groningen, 1982.
- Het handschrift van S. Vestdijks gedichtencyclus "Vader en zoon". Een kritische editie. Groningen, 1983 (doctoraalscriptie).
- Narcissus tussen de mensen. Over S. Vestdijk als dichter en romancier. Hilversum, 1988.
- Een zweem blauw. Willem Brakman, schilder en schrijver. Hengelo, 1990.
- [met Henk Romijn Meijer] En maak het vooral niet te lang. Hilversum, 1997.
- De droom waarmee mijn geschiedenis begon. Nijmegen, 2011.

### Bezorgingen
- Willem Brakman, Glossen en Schelfhoutjes. Utrecht, 1988.
- Willem Brakman, Handtekening. Hengelo, 1992.
- Jac. van Hattum, Verzameld werk. 2 delen. Amsterdam, 1993-1995.
- Willem G. van Maanen, Dubbele inktpot, enkele pen. Hilversum, 1994 en 2004².
- Willem Brakman, Bric à brac. Hilversum, 1997.
- L.Th. Lehmann, Obscure roem. Over John Cowper Powys. Hilversum, 1999.
- Geerten Meijsing, De tovenaarsleerling. Hilversum, 2002.
- Albert Vigoleis Thelen, Brief aan Du Perron en andere teksten. Nijmegen, 2006.
- Henk Romijn Meijer, Kalenderverhalen. Woold-'t Harkel, 2009.
- J.J. Voskuil, Hopelijk gaat het straks bij God beter. Vier brieven aan Henk Romijn Meijer. Haarlem, 2012.
- Henk Romijn Meijer & J.J. Voskuil, Een trans-Atlantische briefwisseling. Nijmegen, 2013.

### Bezorgingen C.O. Jellema
- Al het heden. [Zoeterwoude], 2004.
- Dagboekbladen. [Z.p.], 2004.
- Over Gerrit Achterberg. Twee dagboekfragmenten. [Z.p., 2004].
- Ringer's bonbondoos. [Den Haag, 2004].
- Verzameld werk. 2 delen. Amsterdam, 2005.
- Dagboekblad, Zuidhoorn, 17 V 1972. [Den Haag], 2006.
- Een web van dromen. Keuze uit de dagboeken 1960-2003. Amsterdam [etc.], 2009.
- Een open plek. Essays. Groningen, 2009.
- Hälfte des Lebens. 's-Gravenhage, 2009.
- Autobiografie in fragmenten. 7 delen. Den Haag, 2009-2012.
- Selbstfindung. Brieven aan Hans-Hermann Röhrig. Nijmegen, 2014.
- Mijn beste lezer. Brieven aan mijn broer. Nijmegen, 2015.
- C.O. Jellema & Jan Siebelink, Uit diepe verwantschap. Een briefwisseling. Nijmegen, 2016.
- C.O. Jellema & Oek de Jong, Twee brieven. [Woubrugge, 2016].
- C.O. Jellema & Paul Beers, Alleen per brief. Nijmegen, 2017.
- Er leeft een droom in je. Brieven aan Theo van Woerkom. Nijmegen, 2017.
- Herinnering verschoont. Notities. 's-Gravenhage, 2017.

- Bibliothèque nationale de France: cb137537176 (data)
- Digitale Bibliotheek voor de Nederlandse Letteren: wyni001
- International Standard Name Identifier: 0000 0000 0070 7058
- Library of Congress Control Number: n84219307
- Nederlandse Thesaurus van Auteursnamen: 071377506
- Système universitaire de documentation: 200537296
- Virtual International Authority File: 33202796
- WorldCat: E39PBJgd9tyPqk7M9WHQxGHcT3